# Drežniške Ravne
Drežniške Ravne este o localitate din comuna Kobarid, Slovenia, cu o populație de 153 de locuitori.